# Eupithecia kozlovi
Eupithecia kozlovi är en fjärilsart som beskrevs av Jaan Viidalepp 1973. Eupithecia kozlovi ingår i släktet Eupithecia och familjen mätare. Inga underarter finns listade i Catalogue of Life.